# Christian Meier

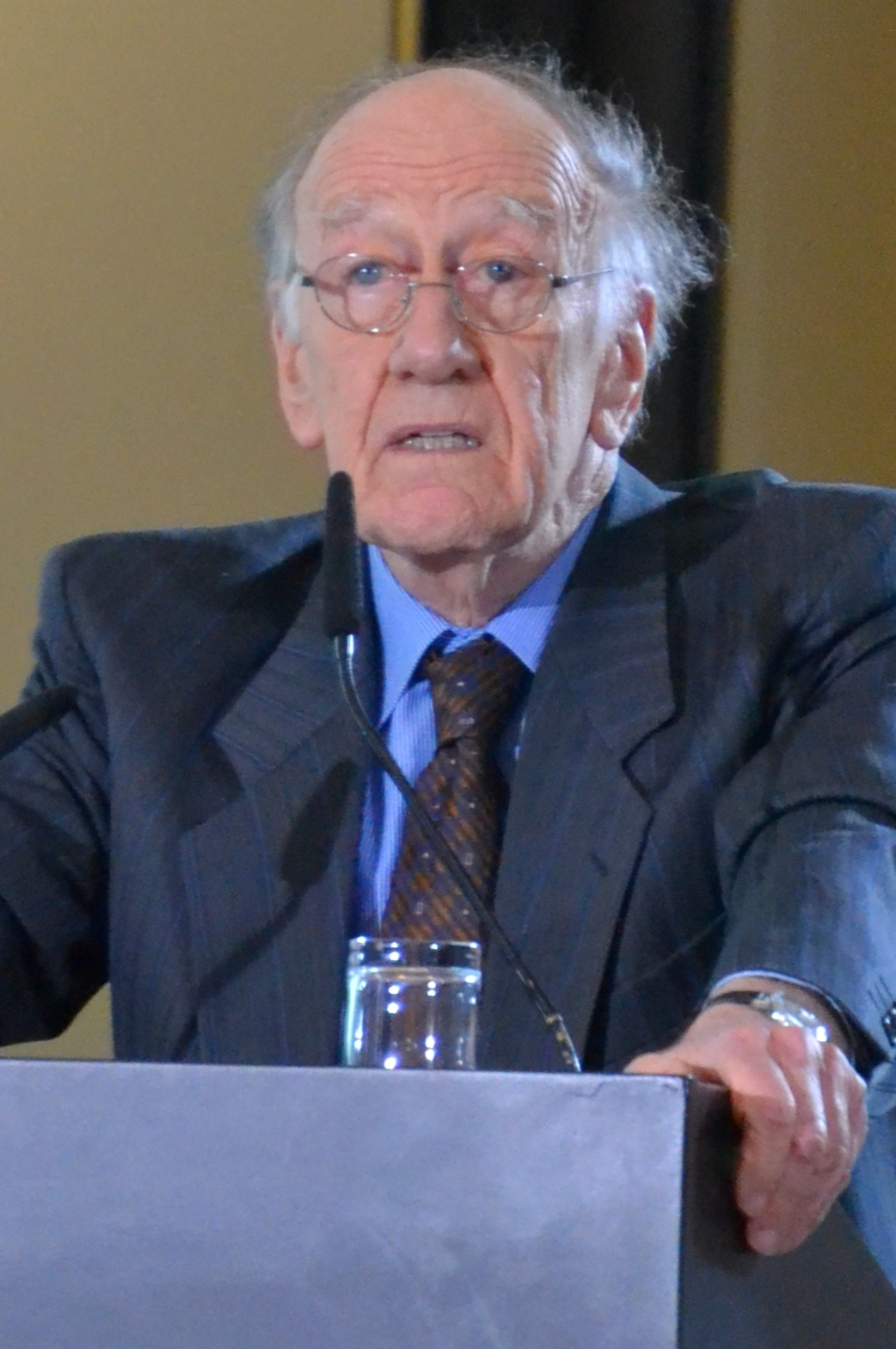
Christian Meier auf dem Akademientag 2015 in Berlin.

Christian Meier (* 16. Februar 1929 in Stolp/Pommern) ist ein deutscher Althistoriker. Meier lehrte von 1981 bis zu seiner Emeritierung im Jahr 1997 als Professor für Alte Geschichte an der Universität München.

## Leben
Der Sohn eines Landwirts und Enkel von Paul Jonas Meier besuchte Gymnasien in Stettin, Rostock und Hamburg. 1948 legte Meier in Hamburg sein Abitur ab und studierte anschließend Geschichte, Klassische Philologie und Römisches Recht an der Universität Rostock, wo er durch Ernst Hohl für die Alte Geschichte begeistert wurde, bevor er an die Universität Heidelberg wechselte. 1956 wurde er dort bei Hans Schaefer promoviert. Seine Habilitation erfolgte 1963 in Frankfurt am Main. Dort war er Schüler von Hermann Strasburger und Matthias Gelzer. Ab 1964 war er Privatdozent in Freiburg im Breisgau; danach folgten Professuren für Alte Geschichte in Basel (1966 bis 1968), Köln (1968 bis 1973), wiederum Basel (1973 bis 1976) und Bochum (1976 bis 1981). 1981 wurde er schließlich Nachfolger Siegfried Lauffers auf dem Lehrstuhl für „Alte Geschichte unter besonderer Berücksichtigung der Sozial- und Wirtschaftsgeschichte“ in München, den er bis zu seiner Emeritierung 1997 innehatte. Im akademischen Jahr 1984/1985 war Meier Fellow am Wissenschaftskolleg zu Berlin. Christian Meier ist mit einer Germanistin verheiratet.

## Wirken

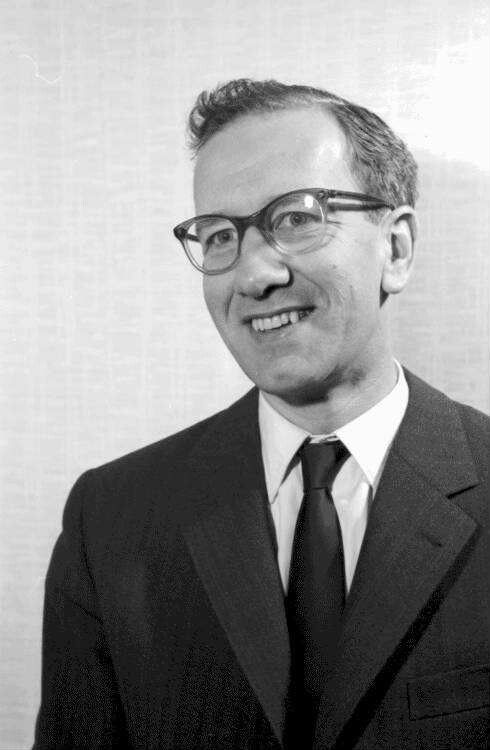
Christian Meier (1965)

Meier ist einer der bekanntesten Historiker Deutschlands seiner Generation, zumal er sich mit einigen seiner Werke auch an die breite Öffentlichkeit wandte. Als bis heute enorm einflussreich erwies sich bereits seine Habilitationsschrift Res publica amissa. Weit über die Fachkreise hinaus bekannt geworden ist er durch seine beiden Bücher Caesar und Athen. Ein Neubeginn der Weltgeschichte. Seine 1982 veröffentlichte Caesar-Biographie gilt in der Fachwelt als Meilenstein auf dem Weg zu einer Rehabilitierung der Biographie innerhalb der deutschen Geschichtswissenschaft.
Das Besondere an seiner Herangehensweise war die schon von seinem akademischen Lehrer Hans Schaefer und dessen Schule proklamierte Abwendung von der seit der Renaissance weithin unreflektiert eingenommenen klassizistischen und identifikatorischen Perspektive, die jahrhundertelang auf der Vorstellung von einer auf Wesensverwandtschaft und ungebrochenem Traditionszusammenhang beruhenden unmittelbaren Zugänglichkeit der antiken Kultur für die Menschen der europäischen Moderne beruht hatte. Die Antike erschien Meier vielmehr als das „nächste Fremde“ (so eine Formulierung von Uvo Hölscher), dessen Verstehen von Grund auf neu zu erarbeiten und nur in einem hermeneutischen Vorgehen zu gewinnen sei. Schwerpunkte seiner Forschung sind das klassische Athen und die späte Römische Republik, deren Krisenzeit und Niedergang er in Res publica amissa mit einer berühmten Formulierung als eine „Krise ohne Alternative“ beschrieb. Damit war nicht etwa gemeint, dass es keine Alternative zur Krise der Republik gegeben hätte, sondern dass die damaligen Akteure zumindest anfangs über keinen alternativen Entwurf zur bestehenden, in eine Krise geratenen politischen Ordnung verfügt hätten. Die Folge sei gewesen, dass sie diese zerstörten, ohne dies zu beabsichtigen und ohne gezielt auf die Etablierung einer neuen politischen Ordnung hinzuarbeiten. Konsens habe vielmehr darüber geherrscht, die unübersehbaren Krisenphänomene als Verfall der überkommenen Ordnung zu deuten, dem mit dem Ziel entgegenzutreten sei, diese wiederherzustellen. Insofern war für Meier die Anwendung des Revolutionsbegriffs im Sinne einer Revolutionstheorie auf die späte Republik nicht sinnvoll. Folgerichtig habe Augustus seine Neuordnung, die auf die Etablierung einer Monokratie hinauslief, nur als Wiederherstellung der alten Ordnung (res publica restituta) präsentieren können.
In seiner Rezension zu Meiers Die Entstehung des Politischen bei den Griechen von 1980 stellte Ernst Vollrath heraus, dass es Meier in dieser Sammlung von Aufsätzen im Kern um die entscheidenden systematischen Fragen gehe: „Was eigentlich ist das Politische? Was ist sein Begriff? Wie haben die Griechen als die ersten, die dieses neue Feld menschlichen Daseins bewusst betreten haben, das Politische und seinen Begriff erfahren und gefasst?“ Von Hannah Arendt und Dolf Sternberger ausgehend und in Auseinandersetzung mit Carl Schmitts Begriff der Dezision, sehe Meier das Politische phänomenologisch-historisch als eine besondere Art des Wissens und Handelns, das er als „Könnensbewusstsein“ bezeichnet, das Wissen um Möglichkeiten und Spielräume im Unterschied zu den automatischen Abläufen der als unverfügbar verstandenen vorgegebenen Ordnung des Gewohnheitsrechts (Nomos). Der Nomos wird politisiert und verwandelt sich so in den Begriff der Regelungen, die sich Menschen gemeinschaftlich selber geben, damit der ursprüngliche Sinn der Regelungen nicht korrumpiert wird. Meier zeige sein Politikverständnis besonders an den Eumeniden des Aischylos.
Beim Historikerstreit war Meier bereit, offensiv Stellung zu beziehen, um Positionen zu klären. Als Historiker hat er den Anspruch, erzählerische Geschichtsschreibung zu betreiben. Nicht alles kann erzählt werden, und oft sind es eher Wahrscheinlichkeiten als Tatsachen (vgl. dazu Meier: Athen, Taschenbuchausgabe 1997, S. 692 f.). Als leidenschaftlicher Vertreter und Promotor einer am Angelsächsischen geschulten Geschichtsschreibung verbindet er hohes wissenschaftliches Niveau mit literarischen Ansprüchen.
Meier blickt immer wieder über den Tellerrand seines Fachs. So beschäftigte er sich mit der modernen Demokratie und der Politik der Bundesrepublik Deutschland (vor allem im Zuge der Wiedervereinigung).
2015 schenkte Meier sein Privatarchiv (Manuskripte und Korrespondenzen) dem Deutschen Literaturarchiv Marbach, darunter Briefwechsel mit Carl Schmitt und Richard von Weizsäcker. Zu seinen akademischen Schülerinnen und Schülern gehören Kurt Raaflaub, Hinnerk Bruhns, Wilfried Nippel, Aloys Winterling, Monika Bernett und Maria H. Dettenhofer.

## Preise und Auszeichnungen
1998 wurde er für seine eigene Beredsamkeit mit dem Cicero-Rednerpreis ausgezeichnet. Beim Thema Rechtschreibreform äußerte sich Meier in seiner Rolle als Präsident der Deutschen Akademie für Sprache und Dichtung engagiert und kritisch. Für seinen Einsatz für die deutsche Sprache überreichte Eberhard Schöck Christian Meier 2003 den Jacob-Grimm-Preis. 2009 und 2015 verliehen die Universitäten Salzburg und Bern Meier die Ehrendoktorwürde.
2004 erhielt er den Ernst-Hellmut-Vits-Preis der Westfälischen Wilhelms-Universität in Münster (Westfalen). Am 2. März 2006 wurde Meier vom österreichischen Bundespräsidenten Heinz Fischer das Österreichische Ehrenzeichen für Wissenschaft und Kunst überreicht. 2007 wurde Meier mit dem Reuchlinpreis ausgezeichnet, 2009 mit der Lichtenberg-Medaille, 2014 mit dem Bayerischen Maximiliansorden für Wissenschaft und Kunst.

## Mitgliedschaften und Funktionen
Meier war von 1980 bis 1988 Vorsitzender des Verbandes der Historiker und Historikerinnen Deutschlands und von 1981 bis 1995 Kurator des Historischen Kollegs in München. Meier ist zudem Mitbegründer der Berlin-Brandenburgischen Akademie der Wissenschaften und war von 1996 bis 2002 Präsident der Deutschen Akademie für Sprache und Dichtung in Darmstadt. Ferner gehört er der Norwegischen Akademie der Wissenschaften an. Seit 1989 ist er ordentliches Mitglied der Academia Europaea.

## Schriften (Auswahl)
Viele Werke Meiers wurden in andere Sprachen übersetzt und erschienen in mehreren Neuauflagen. Der Siedler-Verlag brachte ihm zu Ehren seine Caesar-Biographie und sein Athen-Buch in einer Neuausgabe heraus. Meier verfasste zahlreiche Lexika- und Zeitschriftenartikel. Außerdem ist er Herausgeber mehrerer Sammelwerke und Mitglied im wissenschaftlichen Beirat der Zeitschrift Damals.
- Res publica amissa. Eine Studie zu Verfassung und Geschichte der späten römischen Republik. Steiner, Wiesbaden 1966 (zugleich: Habilitationsschrift, Universität Frankfurt am Main 1962; 4. Auflage, Steiner, Stuttgart 2017, ISBN 978-3-515-11642-8).
- Entstehung des Begriffs Demokratie. Vier Prolegomena zu einer historischen Theorie (= edition suhrkamp. Band 387). Suhrkamp, Frankfurt am Main 1970.
- Die Entstehung des Politischen bei den Griechen. Suhrkamp, Frankfurt am Main 1980, ISBN 3-518-07505-5.
- Die Ohnmacht des allmächtigen Dictators Caesar. Drei biographische Skizzen (= Edition Suhrkamp. Band 1038 = Neue Folge, Band 38). Suhrkamp, Frankfurt am Main 1980, ISBN 3-518-11038-1 (2., überarbeitete Auflage, Steiner, Stuttgart 2015, ISBN 978-3-515-09214-2).
- Caesar. Severin und Siedler, Berlin 1982, ISBN 3-88680-027-X.
- Die politische Kunst der griechischen Tragödie. Beck, München 1988, ISBN 3-406-33392-3 (2., erweiterte Auflage, Beck, München 2022, ISBN 978-3-406-79066-9).
- mit Paul Veyne: Kannten die Griechen die Demokratie? Zwei Studien (= Kleine kulturwissenschaftliche Bibliothek. Band 2). Wagenbach, Berlin 1988, ISBN 3-8031-5102-3 (3., überarbeitete Auflage, Franz Steiner, Stuttgart 2015, ISBN 978-3-515-11139-3).
- Deutsche Einheit als Herausforderung. Welche Fundamente für welche Republik? Hanser, München u. a. 1990, ISBN 3-446-16124-4.
- Die Nation, die keine sein will. Hanser, München u. a. 1991, ISBN 3-446-16398-0.
- Die Rolle des Krieges im klassischen Athen (= Schriften des Historischen Kollegs. Dokumentationen. Band 6). München 1991 (Digitalisat).
- Athen. Ein Neubeginn der Weltgeschichte. Siedler, Berlin 1993, ISBN 3-88680-128-4.
- Die Parlamentarische Demokratie. Hanser, München u. a. 1999, ISBN 3-446-19656-0.
- Von Athen bis Auschwitz. Betrachtungen zur Lage der Geschichte (= Krupp-Vorlesungen zu Politik und Geschichte am Kulturwissenschaftlichen Institut im Wissenschaftszentrum Nordrhein-Westfalen. Band 2). Beck, München 2002, ISBN 3-406-48982-6.
- als Herausgeber: Sprache in Not? Zur Lage des heutigen Deutsch. Wallstein-Verlag, Göttingen 1999, ISBN 3-89244-341-6.
- Kultur, um der Freiheit willen. Griechische Anfänge – Anfang Europas? Siedler, München 2009, ISBN 978-3-88680-923-3 (erster Teil von Meiers Beitrag für die Siedler Geschichte Europas).
- Das Gebot zu vergessen und die Unabweisbarkeit des Erinnerns. Vom öffentlichen Umgang mit schlimmer Vergangenheit. Siedler, München 2010, ISBN 978-3-88680-949-3.
- Der Historiker und der Zeitgenosse. Eine Zwischenbilanz. Siedler, München 2014, ISBN 978-3-8275-0048-9.
- Die unbekannten Athener (= Julius-Wellhausen-Vorlesung. Heft 8). Walter de Gruyter, Berlin 2021, ISBN 978-3-11-069906-7.
- Vergangenheit ohne Ende? Texte und Gespräche zur alten Geschichte und zur Gegenwart. Herausgegeben von Michael Knoche. Wallstein-Verlag, Göttingen 2024, ISBN 978-3-8353-5780-8.
- Ausgewählte Schriften I. Zur römischen Geschichte. Herausgegeben von Wilfried Nippel und Stefan Rebenich. Steiner, Stuttgart 2024, ISBN 978-3-515-13659-4.
- Ausgewählte Schriften II. Zur griechischen und römischen Geschichte. Herausgegeben von Wilfried Nippel und Stefan Rebenich. Steiner, Stuttgart 2025, ISBN 978-3-515-13973-1.